# The End of The World on TV
The End of The World on TV er titlen på den danske musiker og sangskriver Vincent Ryders debutalbum. Albummet udkom 13. oktober 2023 hos selskabet Giant Birch, som er ejet og drevet af guitaristen Aske Jacoby, der også har produceret albummet.

## Anmeldelser
Albummet fik fine anmeldelser i både de etablerede medier og hos musikbloggere flere steder. Musikmagasinet Gaffa kaldte Ryder for "et nutidigt svar på David Bowie, John Lennon, Tom Verlaine og Sparks", mens Mads Kornum hos musikbloggen Side33 skrev: 
"Hans tekster emmer af en ung mand, der vil gøre en forskel i fællesskabets tjeneste. Det gør han med en no-bullshit tilgang og en imponerende integritet, og han skriver med glødende og næstekærlig pen på stort set alle numre".
Også hos netmediet POV International var der positive ord med på vejen. Anmelder Ole Blegvad skrev blandt andet:
"Med sine kompromisløse tekster og undersøgende ørehængere leverer Vincent Ryder et håb for fremtiden. Usleben og talentfuld er Vincent Ryder den helt unge generations nye stemme."

## Spor
1. "Shipwrecks" - (06:23)
2. "Fuck You" - (04:32)
3. "Bulletproof" - (02:56)
4. "Freeze" - (04:45)
5. "The End of The World on TV" - (06:43)
6. "The Bystander" - (04:44)
7. "I Play The Harmonica For You (Badly)" - (02:53)
8. "The Road" - (05:22)